# Пропашные культуры
Пропашны́е культу́ры — сельскохозяйственные растения, получившие свое название по особенности их агротехники, которая состоит в неоднократной обработке (пропашке) их широких междурядий на протяжении вегетации. Сеют их (или высаживают рассаду) широкорядным, квадратным или квадратно-гнездовым способом (междурядья 60—90 см). Пропашные культуры являются интенсивными; для получения высоких урожаев вносят органические и минеральные удобрения в более высоких дозах, чем для растений обычного рядового посева, их чаще выращивают в условиях полива.
К пропашным культурам относят: зерновые — кукуруза, гречиха, просо, фасоль; технические — сахарная свёкла, подсолнечник, хлопчатник, табак; овощные — капуста, томат, огурец, свёкла, морковь и др.; кормовые — корнеплоды, кормовая капуста, картофель и др. Некоторые пропашные культуры могут возделываться как пропашные с широкими междурядьями (гречиха, кормовые бобы, просо), так и при посеве обычным рядовым посевом с междурядьями 15 см.
Пропашные культуры отличаются большим выносом с урожаем азота и зольных элементов, поэтому их возделывают, как правило, при внесении высоких доз органических и минеральных удобрений, последействие которых может сохраняться несколько лет. Большинство пропашных культур являются поздними яровыми, что позволяет до их посева провести несколько обработок почвы, позволяющих уничтожить в сочетании с гербицидами часть малолетних сорняков и сдержать распространение многолетних. Истребительные мероприятия проводят и после посева с помощью междурядных обработок, проводимых вплоть до смыкания рядков. Благодаря свойству уменьшать численность сорных растений и накапливать в пахотном слое запасы доступных питательных веществ, пропашные культуры приближаются по эффективности к чистому пару. Пропашные культуры являются хорошими предшественниками для яровых зерновых культур (в том числе крупяных и зернобобовых), льна и конопли.